# Елън Рузвелт
Елън Кросби Рузвелт (на английски: Ellen Crosby Roosevelt) (20 август 1868 Розендейл – 26 септември 1954 в Хайд парк) е бивша американска тенисистка.
Тя печели титла на сингъл и двойки жени (заедно със сестра си Грейс) през 1890 г. на Откритото първенство на САЩ (тогава Първенство на САЩ) и на смесени двойки през 1893 на същото първенство.
Първа братовчедка на Франклин Рузвелт тя е вписана в международната зала на славата през 1975 г.